# Eremophila complanata
Eremophila complanata är en flenörtsväxtart som beskrevs av Chinnock. Eremophila complanata ingår i släktet Eremophila och familjen flenörtsväxter. Inga underarter finns listade i Catalogue of Life.